# 洛科罗通多
洛科罗通多（義大利語：Locorotondo），是意大利巴里省的一个市镇。总面积47平方公里，人口14196人，人口密度302.0人/平方公里（2009年）。ISTAT代码为072025。